# Rodrigo Simón
Rodrigo Simón (Moguer, siglo XV – Honduras, siglo XVI) fue un conquistador y encomendero español.

## Biografía
Nacido en Moguer a finales del siglo XV, erá hijo de Pero Alonso Roldán  e Inés Alonso Liximano. Pertenecia a la familia Roldán con una dilatada experiencia marinera en Moguer de la época del descubrimiento de América.
En febrero de 1521 participa en la expedición de Julián de Alderete, organizada por Rodrigo de Bastidas, para sumar armas, caballos, dinero y soldados a Hernán Cortés en Nueva España, y en la que su padre fue capitán y piloto de la nao en la que viajaban.  En esta expedición, participa en todas las batallas desarrolladas en este período en México, Pánuco y Nueva Galicia, donde consiguió una encomienda.
Después viajó a Nuevo México con Francisco Vázquez de Coronado, en la expedición de conquista de 1540 a 1542. Se sabe que murió en Honduras en fecha desconocida.